# Open de Franche Comté 2007
L'Open de Franche Comté 2007 è stato un torneo di tennis facente parte della categoria ATP Challenger Series nell'ambito dell'ATP Challenger Series 2007. Il torneo si è giocato a Besançon in Francia dal 19 al 25 febbraio 2007 su campi in cemento indoor e aveva un montepremi di $100 000.

## Vincitori

### Singolare
Ernests Gulbis ha battuto in finale  Édouard Roger-Vasselin con il punteggio di 6–4, 3–6, 6–4

### Doppio
Christopher Kas /  Alexander Peya hanno battuto in finale  Gilles Müller /  Grégory Carraz con il punteggio di 6–4, 6–4